# Малави на Олимпијским играма
Малави се први пут појавио на Олимпијским играма 1972. године и од тада је Малави пропустио учешће на само 2 Летње олимпијске игре: 1976. и 1980. године.
На Зимске олимпијске игре Малави није никада послао своје представнике. Представници Малавија закључно са Олимпијским играма одржаним 2008. године у Пекингу нису освојили ни једну олимпијску медаљу.
Национални олимпијски комитет Малавија (Olympic and Commonwealth Games Association of Malawi) је основан 1968. а признат од стране Међународног олимпијског комитета исте године.

## Медаље

### Освојене медаље на ЛОИ
| Учешће и освојене медаље Малавија на ЛОИ |                        |                        |                        |                        |                        |                        |                        |                        |                        |                        |
| ЛОИ                                      | Носилац заставе        | Учешће                 | Муш.                   | Жене                   | спорт.                 | Злато                  | Сребро                 | Бронза                 | Укупно                 | Ранг                   |
| 1972 Минхен                              |                        |                        |                        |                        |                        | 0                      | 0                      | 0                      | 0                      |                        |
| 1976 Монтреал                            | Малави није учествовао | Малави није учествовао | Малави није учествовао | Малави није учествовао | Малави није учествовао | Малави није учествовао | Малави није учествовао | Малави није учествовао | Малави није учествовао | Малави није учествовао |
| 1980 Москва                              | Малави није учествовао | Малави није учествовао | Малави није учествовао | Малави није учествовао | Малави није учествовао | Малави није учествовао | Малави није учествовао | Малави није учествовао | Малави није учествовао | Малави није учествовао |
| 1984 Лос Анђелес                         |                        |                        |                        |                        |                        | 0                      | 0                      | 0                      | 0                      |                        |
| 1988 Сеул                                |                        |                        |                        |                        |                        | 0                      | 0                      | 0                      | 0                      |                        |
| 1992 Барселона                           |                        |                        |                        |                        |                        | 0                      | 0                      | 0                      | 0                      |                        |
| 1996 Атланта                             |                        |                        |                        |                        |                        | 0                      | 0                      | 0                      | 0                      |                        |
| 2000 Сиднеј                              |                        |                        |                        |                        |                        | 0                      | 0                      | 0                      | 0                      |                        |
| 2004 Атина                               |                        |                        |                        |                        |                        | 0                      | 0                      | 0                      | 0                      |                        |
| 2008 Пекинг                              |                        |                        |                        |                        |                        | 0                      | 0                      | 0                      | 0                      |                        |
| 2012 Лондон                              |                        |                        |                        |                        |                        |                        |                        |                        |                        |                        |
| 2016. Рио де Жанеиро                     |                        |                        |                        |                        |                        |                        |                        |                        |                        |                        |
| 2020. Токио                              |                        |                        |                        |                        |                        |                        |                        |                        |                        |                        |
| 2024. Париз                              |                        |                        |                        |                        |                        |                        |                        |                        |                        |                        |
| 2028. Лос Анђелес                        | предстојећи догађај    |                        |                        |                        |                        |                        |                        |                        |                        |                        |
| 2032. Бризбејн                           | предстојећи догађај    |                        |                        |                        |                        |                        |                        |                        |                        |                        |
| Укупно                                   |                        |                        |                        |                        |                        | 0                      | 0                      | 0                      | 0                      |                        |